# La Princesse et le Jardinier
Ne doit pas être confondu avec La Princesse grecque et le Jeune Jardinier.
La Princesse et le Jardinier (Inga Lindström: Prinzessin des Herzens) est un téléfilm allemand réalisé par Ulli Baumann et diffusé en 2010.

## Synopsis
La princesse Christina de Suède et le prince du Danemark s'apprêtent à se marier et font la une des journaux. Cependant, le harcèlement continuel des paparazzis est source de problèmes pour la jeune femme. Cherchant à s'en éloigner, Christina rencontre Sven, un jeune paysagiste attirant. N'ayant plus la pression de ses obligations royales, elle est heureuse de pouvoir vivre comme elle l'entend avec lui. Malheureusement, son père le roi n'est pas consentant de cette relation.

## Fiche technique
- Titre original : Inga Lindström: Prinzessin des Herzens
- Titre français : La Princesse et le Jardinier
- Réalisation : Ulli Baumann
- Scénario : Julia Neumann
- Musique : Andreas Weidinger
- Durée : 105 minutes
- Pays d'origine :  Allemagne
- Langue d'origine : allemand
- Genre : comédie romantique

## Distribution
- Marleen Lohse : princesse Christina
- Patrick Rapold : Sven Sund
- Peter Prager : Ole
- Roy Peter Link : prince Henrik
- Olga von Luckwald : Gerrit Sund
- Rufus Beck : Anders von Köping
- Julia Bremermann : Mona Misselholm
- Maxi Warwel : Silvia
- Ann Cathrin Sudhoff : Linda
- Kerstin Gähte : Lena